# Thomas Beck (fotbollsspelare)
Thomas Beck, född 21 februari 1981 i Schaan, är en liechtensteinsk före detta fotbollsspelare. Han utsågs till årets fotbollsspelare i Liechtenstein 2005.
Beck spelade 92 landskamper för Liechtensteins landslag.
| Datum            | Plats                    | Motståndare | Mål | Slutresultat | Tävling           |
| ---------------- | ------------------------ | ----------- | --- | ------------ | ----------------- |
| 9 oktober 2004   | Rheinpark Stadion, Vaduz | Portugal    | 2–2 | 2–2          | Kval till VM 2006 |
| 26 mars 2005     | Rheinpark Stadion, Vaduz | Ryssland    | 1–2 | 1–2          | Kval till VM 2006 |
| 7 september 2005 | Rheinpark Stadion, Vaduz | Luxemburg   | 3–0 | 3–0          | Kval till VM 2006 |
| 17 oktober 2007  | Rheinpark Stadion, Vaduz | Island      | 2–0 | 3–0          | Kval till EM 2008 |
| 17 oktober 2007  | Rheinpark Stadion, Vaduz | Island      | 3–0 | 3–0          | Kval till EM 2008 |